# لغة حاسوبية

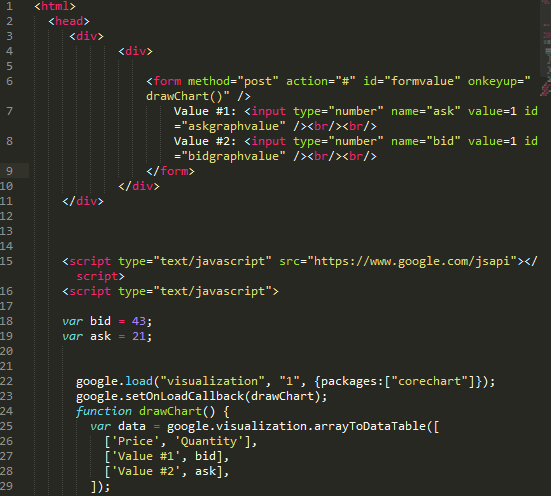
مثال من لغة html

لغة الحاسوب في علوم الكمبيوتر هي أنظمة اتصال مع الكمبيوتر. يتم استخدام هذه اللغات لإنشاء كود كمبيوتر أو رمز أو برنامج، ومجموعة التعليمات التي تشكل برنامج كمبيوتر يتم تنفيذه بواسطة الكمبيوتر. إنه أحد مكونين للبرنامج الذي يعمل على أجهزة الكمبيوتر، والآخر هو البيانات .
يمكن لأجهزة الكمبيوتر فقط تنفيذ تعليمات لغة الآلة التي هي جزء من مجموعة التعليمات الخاصة بهم. نظرًا لصعوبة قراءة هذه التعليمات على البشر، فإن كتابة البرامج المعقدة في كود الآلة أو غيرها من لغات البرمجة منخفضة المستوى مهمة تستغرق وقتًا طويلاً، فإن معظم المبرمجين يكتبون كود المصدر بلغة برمجة عالية المستوى . تتم ترجمة شفرة المصدر هذه إلى رمز آلي بواسطة مترجم أو مترجم ، حتى يتمكن الكمبيوتر من تنفيذها لأداء مهامه . ينتج المترجم رمز كائن يكون عادةً بلغة الآلة، ولكن قد يكون أيضًا بلغة وسيطة تكون في مستوى أدنى من المصدر. غالبًا ما يستخدم نظام وقت التشغيل لتنفيذ التعليمات البرمجية الهدف من خلال ربطه بالمكتبات شائعة الاستخدام. Bytecode هو مستوى منخفض من المصدر مصمم لتفسير أكثر كفاءة من قبل المترجمين الفوريين .

## أنواع لغات الحاسوب
- لغة البناء ، وهي فئة عامة تتضمن التكوين ومجموعة الأدوات ولغات البرمجة
  - لغة الأوامر، وهي لغة تستخدم للتحكم في مهام الكمبيوتر نفسه، مثل بدء تشغيل برامج أخرى
  - لغة التكوين ، لغة تستخدم لكتابة ملفات التكوين
  - لغة البرمجة ، لغة رسمية مصممة لتوصيل التعليمات إلى جهاز، وخاصة الكمبيوتر
    - لغة التجميع ، وهي لغة ترتبط ارتباطًا وثيقًا بواحدة أو عائلة من لغات الآلة، والتي تستخدم فن الإستذكار لتسهيل الكتابة
    - لغة البرمجة النصية ، وهي لغة برمجة لبيئة تشغيل خاصة تعمل على أتمتة تنفيذ المهام ؛ يمكن بدلاً من ذلك تنفيذ المهام واحدة تلو الأخرى بواسطة عامل بشري
- لغة الآلة أو رمز الآلة، مجموعة من التعليمات يتم تنفيذها مباشرة بواسطة وحدة المعالجة المركزية للكمبيوتر
- لغة الترميز ، وهي قواعد نحوية للتعليق التوضيحي على مستند بطريقة يمكن تمييزها نحويًا عن النص، مثل HTML
  - لغة ترميزية خفيفة الوزن
- لغة النمذجة ، وهي لغة رسمية تستخدم للتعبير عن المعلومات أو المعرفة، وغالبًا ما تستخدم في تصميم نظام الكمبيوتر
  - لغة وصف الأجهزة ، تُستخدم لنمذجة الدوائر المتكاملة
- لغة وصف الصفحة، تصف مظهر الصفحة المطبوعة بمستوى أعلى من الصورة النقطية للمخرجات الفعلية
- لغة الاستعلام ، لغة تستخدم لعمل استعلامات في قواعد البيانات وأنظمة المعلومات
- لغة المحاكاة، لغة تستخدم لوصف المحاكاة
- لغة ورقة الأنماط، لغة الكمبيوتر التي تعبر عن عرض المستندات المهيكلة، مثل CSS
- لغة الأغراض العامة، لغة كمبيوتر قابلة للتطبيق على نطاق واسع عبر مجالات التطبيق، وتفتقر إلى ميزات متخصصة لمجال معين